# جون إل. براونلي
جون إل. براونلي (بالإنجليزية: John L. Brownlee)‏ هو محامي أمريكي، ولد في 31 يناير 1965 في كاسبر في الولايات المتحدة.

## وصلات خارجية
- الموقع الرسمي